# Psammophiidae
Die Psammophiidae sind eine Familie natternartiger Schlangen, die in Afrika, auf Madagaskar, im Nahen Osten, im südlichen Europa und im südlichen und zentralen Asien vorkommt. Es sind in den meisten Fällen tagaktive, sich schnell bewegende und aktiv jagende kleine Schlangen. Die Gruppe wurde einige Zeit als Unterfamilie der Lamprophiidae geführt, wird in der Reptile Database seit 2019 in Anlehnung an die Forschungsergebnisse von Hussam Zaher und Kollegen aber als eigenständige Familie angesehen. Die Psammophiidae sind die Schwestergruppe der Familie Prosymnidae.

## Merkmale
Die Abtrennung dieser Familien von den Nattern (Colubridae) gründet sich auf molekularbiologische Untersuchungen und wird nur durch wenige morphologische Merkmale gestützt. Diagnostische Merkmale der Psammophiidae sind der extrem reduzierte, kurze und fadenförmige Hemipenis mit einem ungeteilten Sulcus spermaticus, einer Rinne an der Innenseite des Hemipenis, in der bei der Kopulation die Spermien in die weibliche Kloake geleitet werden, eine deutlich unterschiedliche Bezahnung in Ober- und Unterkiefer und der Verlust der ventralen Fortsätze (Hypapophysen) an den vorderen Rumpfwirbeln.

## Gattungen
In der Familie Psammophiidae gibt es 55 rezente Arten in acht Gattungen (Stand Dezember 2022):
- Dipsina Jan, 1862 – 1 Art

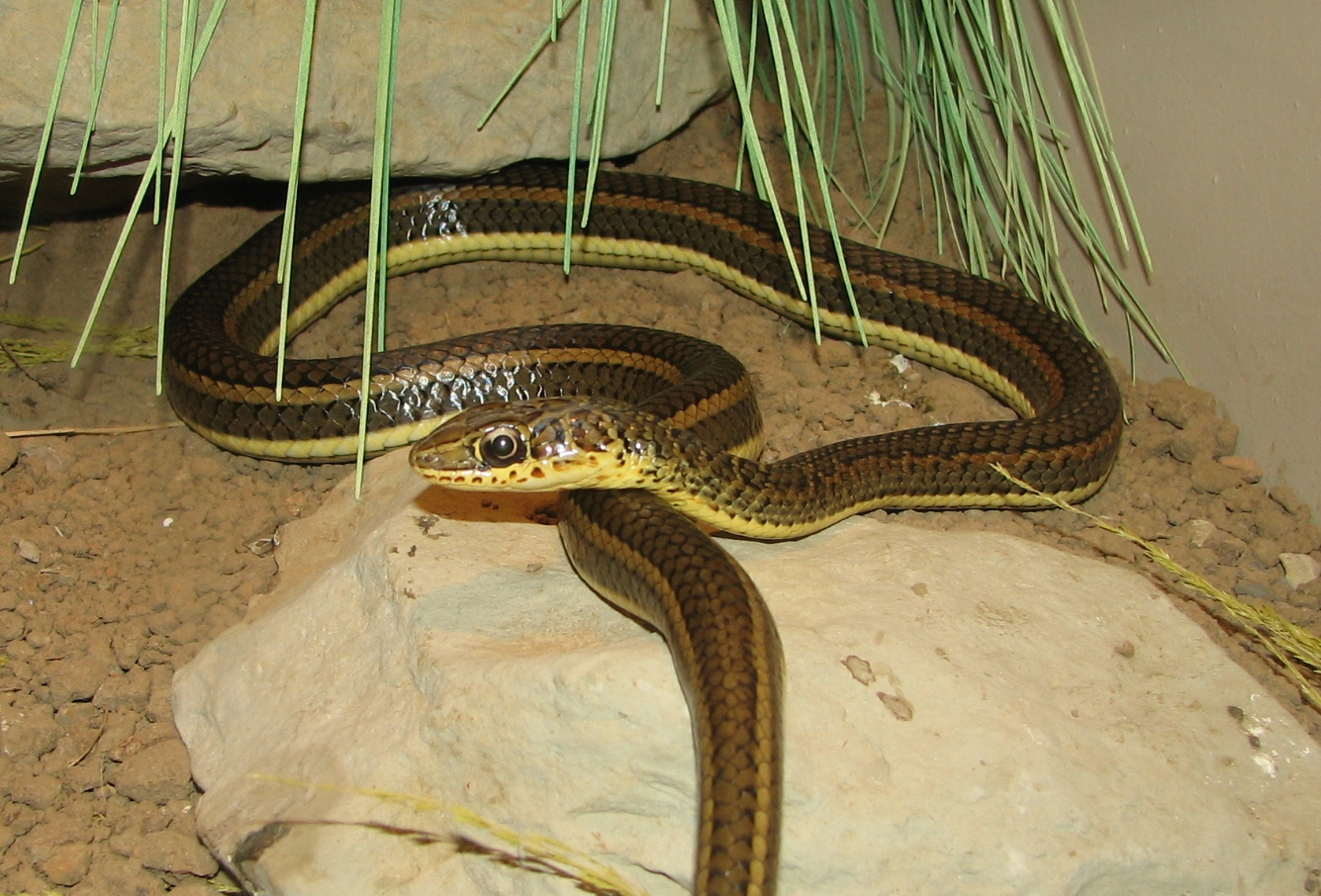
Psammophylax rhombeatus

- Hemirhagerrhis Boettger, 1893 – 4 Arten
- Kladirostratus Keates, Conradie, Greenbaum & Edwards, 2019[7] – 2 Arten
- Malpolon Fitzinger, 1826 – 3 Arten
- Mahafalynatter (Mimophis Günther, 1868) – 2 Arten
- Sandrennnattern (Psammophis) Fitzinger, 1826 – 33 rezente Arten, 1 fossile Art
- Psammophylax Fitzinger, 1843 – 6 Arten
- Rhamphiophis Peters, 1854 – 4 Arten

Die ehemalige Gattung Dromophis wurde 2008 mit Psammophis synonymisiert. Sie umfasste die Arten D. lineatus und D. praeornatus.

## Belege
1. 1 2  Christopher M. R. Kelly, Nigel P. Barker, Martin H. Villet, Donald G. Broadley, William R. Branch: The snake family Psammophiidae (Reptilia: Serpentes): phylogenetics and species delimitation in the African sand snakes (Psammophis Boie, 1825) and allied genera. Molecular phylogenetics and evolution, 2008 Jun;47(3):1045-60. DOI: 10.1016/j.ympev.2008.03.025, PDF
2. 1 2  Nicolas Vidal, William R. Branch, Olivier S.G. Pauwels, S. Blair Hedges, Donald G. Broadley, Michael Wink, Corinne Cruaud, Ulrich Joger, Zoltán T. Nagy: Dissecting the major African snake radiation: a molecular phylogeny of the Lamprophiidae Fitzinger (Serpentes, Caenophidia). In: Zootaxa. Band 1945, 2008, ISSN 1175-5326, S. 51–66., DOI: 10.11646/zootaxa.1945.1.3, PDF, Seite 52.
3. 1 2 3  Hussam Zaher, Robert W. Murphy, Juan Camilo Arredondo, Roberta Graboski, Paulo Roberto Machado-Filho, Kristin Mahlow, Giovanna G. Montingelli, Ana Bottallo Quadros, Nikolai L. Orlov, Mark Wilkinson, Ya-Ping Zhang, Felipe G. Grazziotin (2019): Large-scale molecular phylogeny, morphology, divergence-time estimation, and the fossil record of advanced caenophidian snakes (Squamata: Serpentes). PLOS ONE, Mai 10, 2019. doi: 10.1371/journal.pone.0216148
4. ↑  Ophidia (Serpentes) - Snakes in The Reptile Database
5. ↑  Hussam Zaher (1999): Hemipenial morphology of the South American xenodontine snakes, with a proposal for a monophyl-etic Xenodontinae and a reappraisal of colubroid hemipenes. Bulletin of the American Museum of Natural History, 240, 1–168.
6. ↑  Psammophiidae In: The Reptile Database
7. ↑  Chad Keates, Werner Conradie, Eli Greenbaum und Shelley Edwards. 2019. A Snake in the Grass: Genetic Structuring of the Widespread African Grass Snake (Psammophylax Fitzinger 1843), with the Description of A New Genus and A New Species. Journal of Zoological Systematics and Evolutionary Research.  57(4); 1039–1066. DOI: 10.1111/jzs.12337